# 寬齒魮脂鯉
寬齒魮脂鯉，為輻鰭魚綱脂鯉目脂鯉亞目脂鯉科的其中一個種，為熱帶淡水魚，分布於南美洲巴拉圭河、烏拉圭河及亞馬遜河等流域，體長可達7公分，棲息在底中層水域，生活習性不明。

## 扩展阅读
- 維基物種上的相關：寬齒魮脂鯉